# Tolna alboapicata
Tolna alboapicata är en fjärilsart som beskrevs av Emilio Berio 1956. Tolna alboapicata ingår i släktet Tolna och familjen nattflyn. Inga underarter finns listade i Catalogue of Life.